# Acha Njei
Acha Njei (* 19. März 1985) ist ein ehemaliger deutscher Basketballspieler.
Ab 2009 spielte er in der höchsten deutschen Spielklasse Basketball-Bundesliga, zunächst für die EWE Baskets Oldenburg, dann von 2011 bis 2014 für die Dragons aus der Samtgemeinde Artland und anschließend für die BG Göttingen. Njei bestritt insgesamt 119 Bundesliga-Spiele.

## Karriere
Njei, dessen Vater kamerunischer Abstammung ist, wuchs in Bremen auf und begann das Basketballspiel mit elf Jahren beim Blumenthaler TV. Anschließend spielte er in seiner Jugend auch für den TSV Lesum, dessen Herrenmannschaft die höchstklassige Mannschaft in Bremen war und 2002 in die 2. Basketball-Bundesliga Gruppe Nord aufgestiegen war. Als Herrenspieler lief Njei jedoch zunächst für den Vegesacker TV auf, Anfang der 1980er als Zweitligist ein Vorgänger des TSV Lesum in den höchsten deutschen Spielklassen. Die Vegesacker spielten in der damals drittklassigen 1. Regionalliga in Kooperation mit der Bremer Zweitligamannschaft. Zur Saison 2005/06 wechselte Njei dann in den Zweitligakader, der sich als Bremen Roosters vom TSV Lesum unabhängig gemacht hatte.
Nachdem die Bremer die Saison 2006 als Tabellendrittletzter, nur eine Niederlage von einem Abstiegsplatz getrennt, beendet hatten, kam man in der 2. Basketball-Bundesliga 2006/07 auf den siebten Platz in der Abschlusstabelle. Nachdem Njei bereits in der Vorsaison am Saisonende als „Youngster des Monats“ März 2006 ausgezeichnet worden war, gehörte er in dieser Spielzeit mit über 12 Punkten im Schnitt den Leistungsträger der Roosters, kam jedoch wegen einer Knieverletzung nur auf 18 Saisoneinsätze. Für die Roosters reichte der siebte Platz zur Qualifikation für die neue oberste Spielklasse ProA der 2. Basketball-Bundesliga, die mit der ProB die alten Regionalgruppen ablöste. In der ProA-Spielzeit 2007/08 reichte es für die Bremer zu einem elften Platz, den man nach einem Sieg mehr in der ProA-Saison 2008/09 geringfügig um einen Platz verbessern konnte. Njei konnte jedoch gegenüber der Vorsaison seine Wurfquoten deutlich steigern und kam wieder auf eine durchschnittlich zweistellige Punktausbeute. Die Bremen Roosters verzichteten jedoch nach dem Ende der Spielzeit auf eine weitere Lizenzerteilung für die 2. Bundesliga.
Zur Saison 2009/10 wechselte Njei zum deutschen Meister EWE Baskets Oldenburg in die höchste Spielklasse Basketball-Bundesliga. Dort spielte er unter anderem mit Daniel Hain zusammen, der gleichaltrig wie Njei zwei Jahre zuvor aus der zweiten Liga nach Oldenburg gewechselt war. Während Hain in jener Spielzeit vermehrt Einsatzzeit wegen Verletzungen anderer Spieler erhielt und am Ende der Spielzeit sogar in den Nationalmannschaftskader berufen wurde, bekam Njei kaum Einsatzzeit und zog sich im Februar 2010 einen Kreuzbandriss zu, der ihn auch zu Beginn der folgenden Spielzeit behinderte. So kam er in zwei Spielzeiten nur auf acht Einsätze und gut 28 Minuten Einsatzzeit insgesamt. Nach Ende des Vertrages verließ er den Verein, blieb jedoch in Nordwestdeutschland und wechselte zum Ligakonkurrenten Artland Dragons. Hier war Njei in der Bundesliga-Saison 2011/12 zunächst auch nur Ergänzungsspieler mit geringer, wenn auch regelmäßiger Einsatzzeit. Die Dragons schieden im Play-off-Halbfinale um die deutsche Meisterschaft gegen den Titelverteidiger Brose Baskets aus. In der folgenden Saison 2012/13 vervierfachte sich seine Einsatzzeit und er hatte in der zweiten Saisonhälfte zu Lasten von Sergio Kerusch einen festen Platz unter den eingesetzten Spielern. In der ersten Play-off-Runde war jedoch für die Quakenbrücker erneut Endstation, in der sie gegen den vorherigen Vizemeister Ratiopharm Ulm verloren. Nach den gesteigerten Spielanteilen wurde Njeis Vertrag aber verlängert. Nachdem die Dragons in der folgenden Saison ebenfalls früh im Eurocup 2013/14 ausgeschieden war, erreichte man unter dem neuen Trainer Tyron McCoy in den Play-offs diesmal wieder das Halbfinale, als man überraschend Serienmeister Brose Baskets in der ersten Runde entthronen konnte. Gegen den im Eurocup jener Saison deutlich erfolgreicheren deutschen Pokalsieger Alba Berlin mussten sich die Dragons schließlich jedoch in vier Halbfinalspielen geschlagen geben. Nachdem sich Njeis Einsatzzeiten unter McCoy zum Saisonende wieder reduzierten, wurde sein Vertrag nach Saisonende nicht mehr verlängert.
Zur folgenden Saison 2014/15 wechselte Njei zum Erstliga-Rückkehrer aus Göttingen. Unter Trainer Johan Roijakkers lag der Aufsteiger lange aussichtsreich im Rennen um den Einzug in die Endrunde um die deutsche Meisterschaft unter anderem vor den Artland Dragons, doch am letzten Hauptrundenspieltag verlor man zuhause das entscheidende Spiel gegen den direkten Konkurrenten MHP Riesen Ludwigsburg und verpasste schließlich auf dem zehnten Platz den Einzug in die Play-offs. Njei bekam erst kurz vor Beginn der folgenden ProA-Spielzeit 2015/16 einen neuen Vertrag beim ehemaligen Erstligisten SC Rasta Vechta und blieb damit in Niedersachsen.
Im August 2016 wurde Njei von einem weiteren Verein aus der 2. Bundesliga ProA, dem Nürnberg Falcons BC, verpflichtet. Im Vorfeld des Spieljahres 2017/18 unterschrieb er einen Vertrag bei den Baskets Wolmirstedt aus der 2. Regionalliga, mit denen er unbezwungen die Meisterschaft gewann und zu diesem Erfolg im Durchschnitt 18,8 Punkte pro Saisonspiel beitrug. In der Sommerpause 2018 wechselte er zur WSG 1981 Königs Wusterhausen in die 1. Regionalliga. 2022 beendete er seine Basketballlaufbahn.